# Zurmühle (Schwindegg)

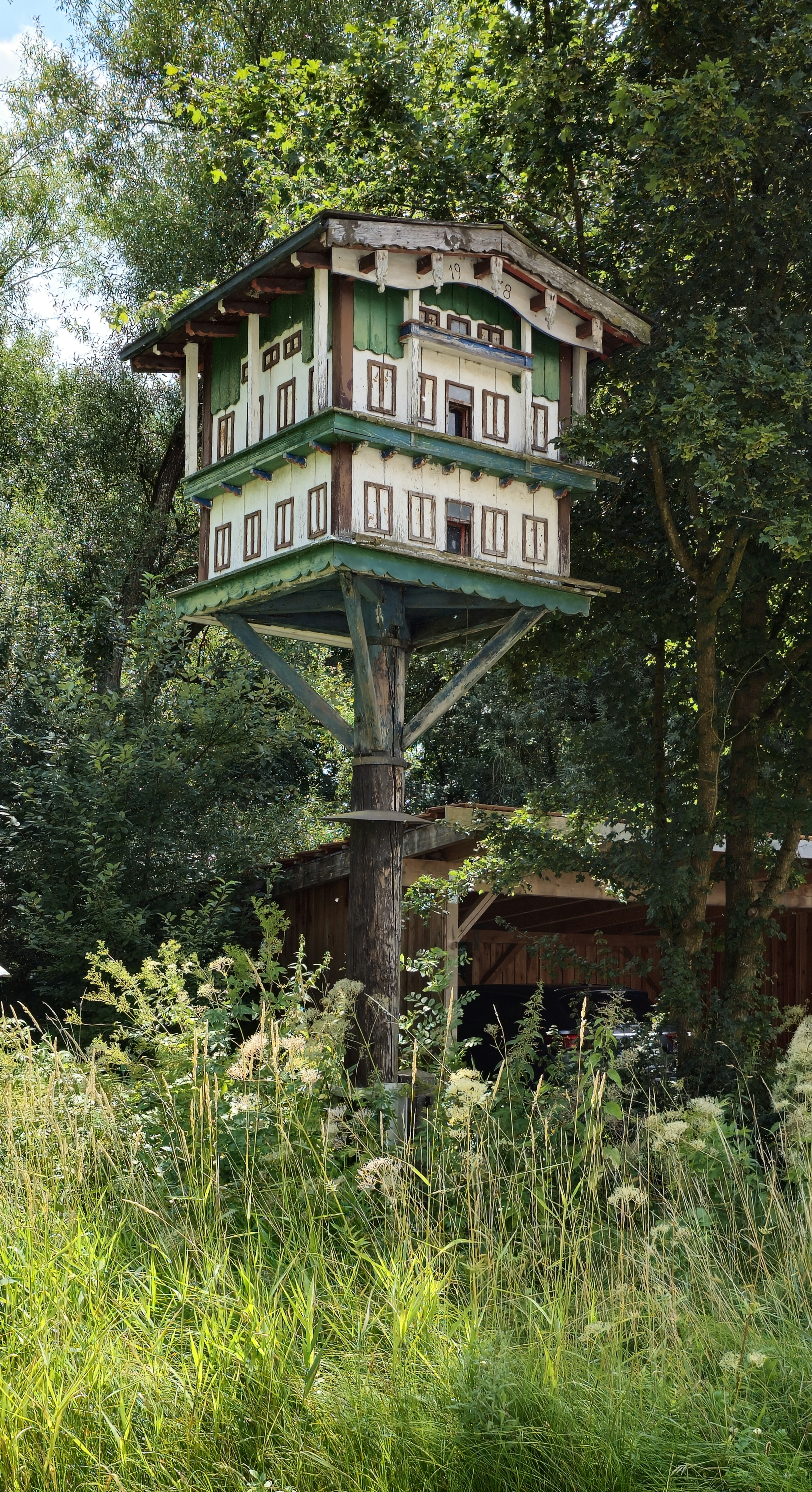
Zurmühle 1, Vogelhaus

Zurmühle (früher auch Zurmühl) ist ein Gemeindeteil der Gemeinde Schwindegg im oberbayerischen Landkreis Mühldorf am Inn.

## Lage
Die Einöde Zurmühle liegt nördlich der Isen 1,5 km nordöstlich vom Schloss Schwindegg und in der Luftlinie 3,7 Kilometer nördlich der Bundesautobahn A 94. Von deren Ausfahrt 16 (Schwindegg) ist Zurmühle über Schwindegg auf einer 5,4 Kilometer langen Fahrt erreichbar.

## Bevölkerungsentwicklung
In Zurmühle gab es 1871 zwölf Einwohner. Im Mai 1987 lebten dort neun Einwohner in vier Wohnungen in zwei Wohngebäuden.
| Jahr      | 1871 | 1925 | 1950 | 1970 | 1987 |
| Einwohner | 12   | 7    | 7    | 3    | 9    |